# Seagoville
Seagoville è una località degli Stati Uniti d'America, situata nelle contee di Dallas e Kaufman, nello Stato del Texas.